# Dominic L. Gorie
Dominic Lee Pudwill Gorie est un astronaute américain né le 2 mai 1957.

## Vols réalisés
- Discovery STS-91 (2 juin 1998), 9e et dernier arrimage de la navette américaine à la station Mir.
- Endeavour STS-99 (11 février 2000).
- Endeavour STS-108 (5 décembre 2001), 12e vol de la navette américaine vers la station spatiale ISS.
- Endeavour STS-123 (11 mars 2008)